# Herklotsichthys lossei
Herklotsichthys lossei és una espècie de peix pertanyent a la família dels clupeids.

## Descripció
- Pot arribar a fer 8 cm de llargària màxima (normalment, en fa 7).
- 13-21 radis tous a l'aleta dorsal i 12-23 a l'anal.[4][5]

## Hàbitat
És un peix marí, pelàgic-nerític i de clima subtropical (31°N-24°N, 47°E-57°E) que viu entre 0-50 m de fondària.

## Distribució geogràfica
Es troba al golf Pèrsic i, probablement també, el mar Roig.

## Observacions
És inofensiu per als humans.